# Бекбосынов, Нурлыхан Утеуович
Нурлыхан Утеуович Бекбосынов (1937 год, село Жынгылды, Мангистауский район, Казахская ССР, СССР — 2016, Актау, Мангистауская область, Казахстан) — советский энергетик, ветеран нефтегазовой отрасли Казахстана, почетный нефтяник СССР, государственный деятель, народный депутат СССР.

## Биография
Окончил Гурьевский нефтяной техникум (1958), Ивановский энергетический институт (1969), Московский нефтегазовый институт (1978).
- В 1959—1964 годах — электромонтер буровых, инженер-энергетик, главный энергетик в Мангистауском отделении треста «Мангистаунефтегазодобыча»,
- В 1969—1973 годах — главный энергетик управления «Узеннефть»,
- В 1974—1987 годах — первый секретарь Жанаозенского городского комитета Компартии Казахстана,
- В 1987—1992 годах — генеральный директор производственного объединения «Мангистаумунайгаз»,
- В 1992—1994 годах — первый заместитель министра энергетики и топливных ресурсов Республики Казахстан,
- В 1994—1997 годах — первый вице-президент государственной холдинговой компании «Қазақмұнайгаз»,
- В 1997—2000 годах — директор представительства объединения «Узенмунайгаз» в Алма-Ате,
- В 2000—2004 годах — директор по организации производства ОАО «Каражанбасмунай».

Народный депутат СССР (1989—1991) от Мангышлакского территориального избирательного округа № 623 Гурьевской области. Член Верховного Совета СССР.

## Награды и звания
- Орден Дружбы народов.
- Орден Трудового Красного Знамени.
- Почетная грамота Верховного Совета Казахской ССР.[1]
- Орден Курмет
- Орден Парасат
- Почетный нефтяник СССР
- медали.